# تپه قلعه مهرعلی ۲
تپه قلعه مهرعلی ۲ مربوط به قرون میانی اسلامی است و در شهرستان خرم‌آباد، بخش پاپی، دهستان گریت، روستای قلعه مهرعلی، واقع شده و این اثر در تاریخ ۸ بهمن ۱۳۸۵ با شمارهٔ ثبت ۱۷۰۲۹ به عنوان یکی از آثار ملی ایران به ثبت رسیده است.